# 冯宗洙
冯宗洙，陕西绥德人，是一名清朝政治人物。
冯宗洙曾于1741年接替王斯恩任金山县知县一职，1741年由张坦谏接任。